# William McKendree Springer

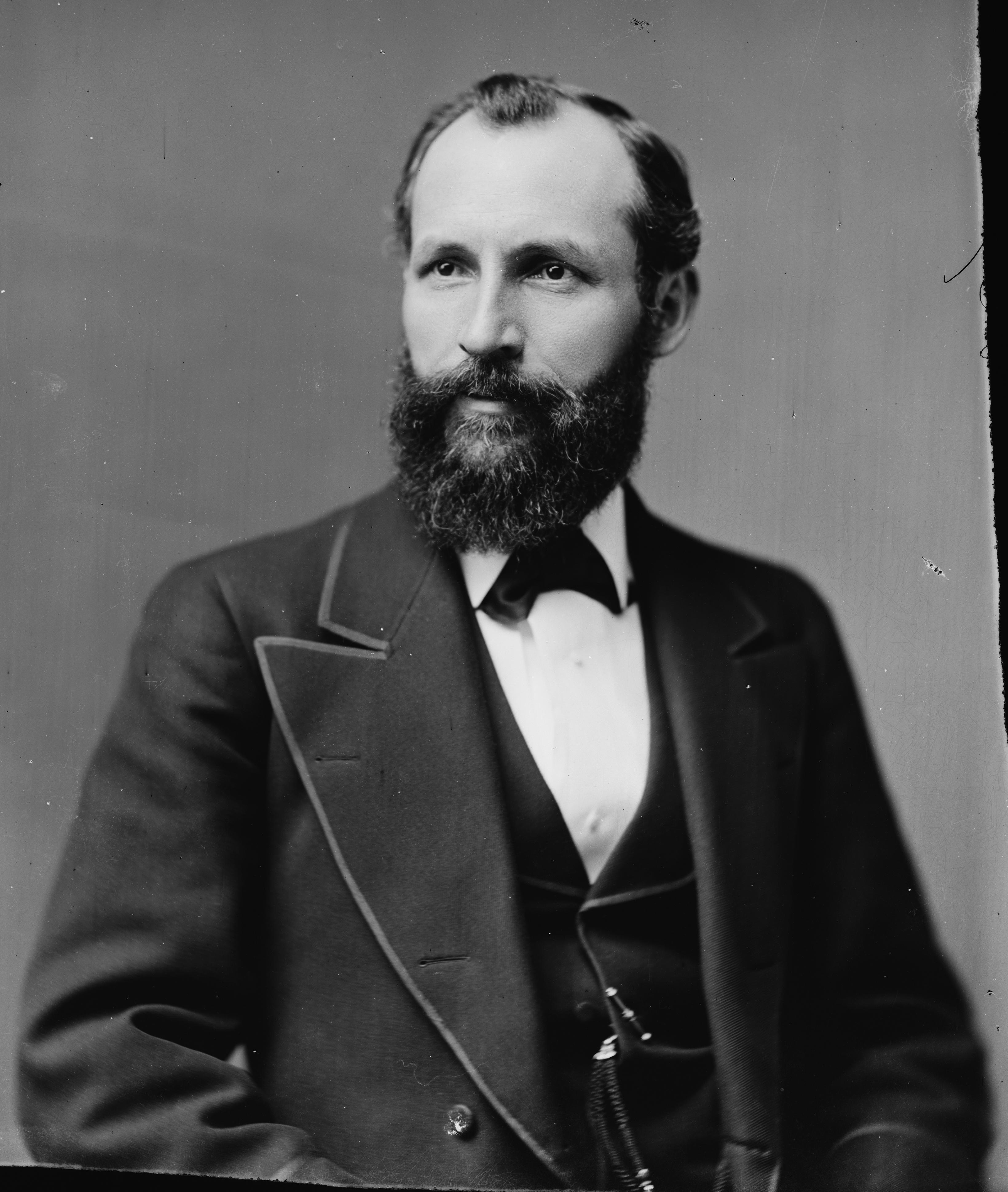
William McKendree Springer

William McKendree Springer (* 30. Mai 1836 in New Lebanon, Sullivan County, Indiana; † 4. Dezember 1903 in Washington, D.C.) war ein US-amerikanischer Politiker. Zwischen 1875 und 1895 vertrat er den Bundesstaat Illinois im US-Repräsentantenhaus.

## Werdegang
William Springer besuchte die öffentlichen Schulen in New Lebanon und Jacksonville (Illinois), wohin er im Jahr 1848 mit seinen Eltern gezogen war. Danach absolvierte er das Illinois State College in Jacksonville. Daran schloss sich bis 1858 ein Studium an der Indiana University in Bloomington an. Nach einem anschließenden Jurastudium und seiner 1859 erfolgten Zulassung als Rechtsanwalt begann er in Lincoln und Springfield in diesem Beruf zu arbeiten. Im Jahr 1862 war er Sekretär einer Versammlung zur Überarbeitung der Staatsverfassung von Illinois. Zwischen 1868 und 1871 hielt sich Springer in Europa auf. Nach seiner Rückkehr schlug er als Mitglied der Demokratischen Partei eine politische Laufbahn ein. In den Jahren 1871 und 1872 saß er als Abgeordneter im Repräsentantenhaus von Illinois.
Bei den Kongresswahlen des Jahres 1874 wurde Springer im zwölften Wahlbezirk von Illinois in das US-Repräsentantenhaus in Washington gewählt, wo er am 4. März 1875 die Nachfolge von James Carroll Robinson antrat. Nach neun Wiederwahlen konnte er bis zum 3. März 1895 zehn Legislaturperioden im Kongress absolvieren. Seit 1883 vertrat er dort als Nachfolger von Dietrich C. Smith den 13. Distrikt seines Staates. Springer war Vorsitzender der Ausschüsse zur Kontrolle der Ausgaben des Außenministeriums (1875–1879), des Wahlausschusses (1879–1881), des Ausschusses zur Kontrolle der Ausgaben des Justizministeriums (1883–1885), des Committee on Claims (1885–1887), des Committee on Territories (1887–1889), des Committee on Ways and Means (1891–1893) und des Bank- und Währungsausschusses (1893–1895).
Im Jahr 1894 wurde Springer nicht wiedergewählt. Nach dem Ende seiner Zeit im US-Repräsentantenhaus praktizierte er zunächst wieder als Anwalt. Zwischen 1895 und 1900 war er Bundesrichter im Indianer-Territorium. Danach arbeitete er wieder als Rechtsanwalt. Er starb am 4. Dezember 1903 in der Bundeshauptstadt Washington.